# Battle of Los Angeles
Battle of Los Angeles (в переводе с англ. — «Битва за Лос-Анджелес», BOLA) — ежегодный независимый турнир по рестлингу в Северной Америке, проводимый и продвигаемый Pro Wrestling Guerrilla. За годы проведения турнира в нем приняли участие многие известные рестлеры, такие как Эй Джей Стайлз, Кевин Оуэнс, Брайан Дэниелсон и Кенни Омега.

## Турнир
В первый год проведения Battle of Los Angeles было шестнадцать участников, которые провели восемь матчей начального раунда, четыре четвертьфинальных матча, два полуфинальных матча и финал. В 2006 году турнир был расширен до 24 участников, что привело к добавлению еще одной группы из восьми человек и созданию трех полуфинальных матчей и трехстороннего финального матча. В 2008 году турнир вернулся к формату 16 человек. В 2011 году турнир был полностью переделан и впервые прошел как турнир одной ночи с участием всего восьми человек. С 2014 года турнир вернулся к формату 24 человека, который проводится в течение трех вечеров. В первые два вечера проводятся матчи первого круга, в третий вечер — четверть- и полуфиналы, которые завершаются трехсторонним матчем за звание чемпиона. Во все вечера также проводятся специальные аттракционы, не относящиеся к турниру, которые обычно представляют собой матчи команд с участием участников турнира из других вечеров или выбывших рестлеров.

## Победители
| Год  | Победитель        | Победа | Дата финала      | Финалист                        | Место финала                     |
| ---- | ----------------- | ------ | ---------------- | ------------------------------- | -------------------------------- |
| 2005 | Крис Бош          | 1      | 4 сентября 2005  | Эй Джей Стайлз                  | Лос-Анджелес, Калифорния         |
| 2006 | Дэйви Ричардс     | 1      | 3 сентября 2006  | СИМА                            | Резеда, Лос-Анджелес, Калифорния |
| 2007 | СИМА              | 1      | 2 сентября 2007  | Эль Дженерико и Родерик Стронг  | Бербанк, Калифорния              |
| 2008 | Лоу Ки            | 1      | 2 ноября 2008    | Крис Хиро                       | Бербанк, Калифорния              |
| 2009 | Кенни Омега       | 1      | 21 ноября 2009   | Родерик Стронг                  | Резеда, Лос-Анджелес, Калифорния |
| 2010 | Джоуи Райан       | 1      | 5 сентября 2010  | Крис Хиро                       | Резеда, Лос-Анджелес, Калифорния |
| 2011 | Эль Дженерико     | 1      | 20 августа 2011  | Кевин Стин                      | Резеда, Лос-Анджелес, Калифорния |
| 2012 | Адам Коул         | 1      | 2 сентября 2012  | Майкл Элгин                     | Резеда, Лос-Анджелес, Калифорния |
| 2013 | Кайл О’Рейли      | 1      | 31 августа 2013  | Майкл Элгин                     | Резеда, Лос-Анджелес, Калифорния |
| 2014 | Рикошет           | 1      | 31 августа 2014  | Джонни Гаргано и Родерик Стронг | Резеда, Лос-Анджелес, Калифорния |
| 2015 | Зак Сейбр-младший | 1      | 30 августа 2015  | Крис Хиро и Майк Бейли          | Резеда, Лос-Анджелес, Калифорния |
| 2016 | Марти Скёрлл      | 1      | 4 сентября 2016  | Тревор Ли и Уилл Оспрей         | Резеда, Лос-Анджелес, Калифорния |
| 2017 | Рикошет           | 2      | 3 сентября 2017  | Джефф Кобб и Кит Ли             | Резеда, Лос-Анджелес, Калифорния |
| 2018 | Джефф Кобб        | 1      | 16 сентября 2018 | Бандидо и Синго Такаги          | Лос-Анджелес, Калифорния         |
| 2019 | Бандидо           | 1      | 22 сентября 2019 | Дэвид Старр и Джонатан Грешем   | Лос-Анджелес, Калифорния         |
| 2022 | Даниэль Гарсия    | 1      | 30 января 2022   | Майк Бейли                      | Лос-Анджелес, Калифорния         |